# Przełęcz pod Klasztorną Górą
Przełęcz pod Klasztorną Górą (słow. sedlo Cerla, priehyba Kláštornej hory) – położona na wysokości 605 m n.p.m. przełęcz w słowackich Pieninach w południowym grzbiecie Grupy Golicy, pomiędzy Klasztorną Górą a masywem Płaśni, na obszarze PIENAP-u. Jest to szerokie i łagodne siodło. Południowe jego stoki opadają dość łagodnie do doliny Lipnika (łąki), północne stromo do Przełomu Dunajca naprzeciwko Klejowej Góry (obszar zalesiony). W rejonie przełęczy znajduje się skrzyżowanie szlaków turystycznych, polanka i wiata dla turystów. Okolice przełęczy są dobrym punktem widokowym, dużo tutaj odsłoniętych terenów (łąki), z ciekawymi panoramami widokowymi, szczególnie na Masyw Trzech Koron.

## Szlaki turystyczne
niebieski: Czerwony Klasztor – Przełęcz pod Klasztorną Górą – przełęcz Limierz – Leśnica. 2.10 h (z powrotem 2 h)
  czerwony: Czerwony Klasztor – Przełęcz pod Klasztorną Górą – Płaśnie – przełęcz Pod Płaśniami – Aksamitka – Przełęcz pod Tokarnią – Wielki Lipnik. 3:15 h, ↓ 2:45 h
 żółty: tą samą trasą co niebieski pieszy

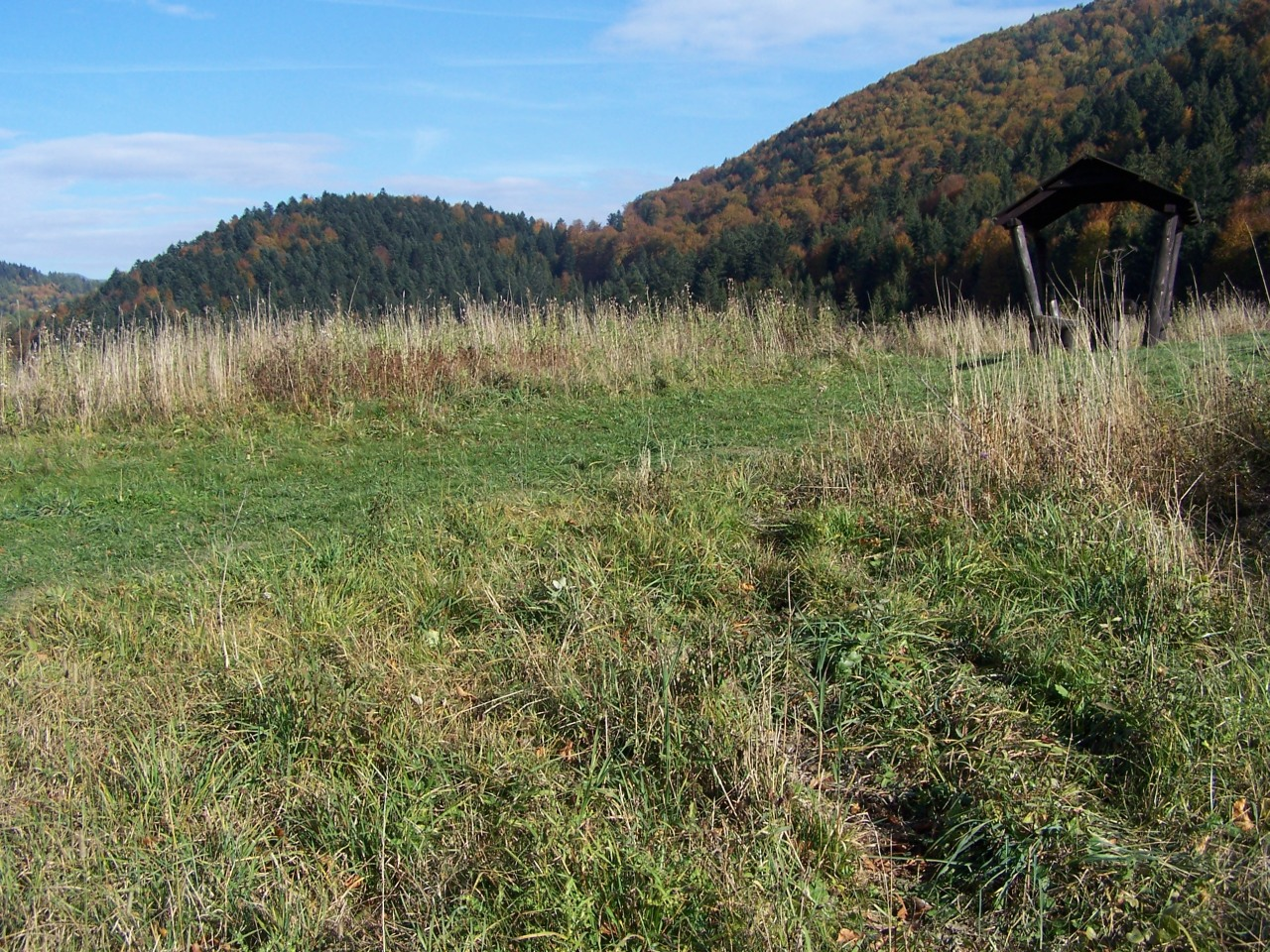
Przełęcz pod Klasztorną Górą